# Anton Prokesch von Osten
Anton hrabě Prokesch von Osten (10. prosince 1795, Štýrský Hradec – 26. října 1876, Vídeň) byl rakouský diplomat, generál a spisovatel. Od mládí sloužil v rakouské armádě, později se uplatnil v diplomacii, byl dlouholetým vyslancem v Řecku (1834–1849) a velvyslancem v Turecku (1855–1871). Souběžně postupoval v armádní hierarchii a dosáhl hodnosti polního zbrojmistra (1863), stal se též členem rakouské panské sněmovny. V roce 1830 byl povýšen do šlechtického stavu, v závěru kariéry nakonec dosáhl hraběcího titulu (1871). Vynikl také jako spisovatel, stěžejním tématem jeho prací byla problematika Orientu.

## Mládí
Měl původ v moravské měšťanské rodině, předkové žili v Židlochovicích, kde se František Prokeš připomíná v roce 1700 jako obchodník. Antonův otec Maxmilián František (1767–1811) jako státní úředník a díky sňatku přesídlil do Rakouska, později vlastnil statek ve Štýrsku. Anton studoval na gymnáziu ve Štýrském Hradci, dva roky pokračoval ve studiích na právnické fakultě. Jeho vzdělání především v humanitních oborech ovlivnil spisovatel a historik Julius Schneller, který byl rodinným přítelem a později druhým manželem Antonovy ovdovělé matky. Anton vstoupil do armády a zúčastnil se závěru napoleonských válek. Pokračoval v samostudiu v různých oborech, pobýval v Německu a také v Paříži. Od roku 1817 byl profesorem matematiky na vojenské škole v Olomouci, mezitím se v hodnosti poručíka stal pobočníkem maršála Schwarzenberga. V roce 1821 byl povýšen na nadporučíka a stal se důstojníkem generálního štábu. Jako kartograf pobýval v Sedmihradsku, mezitím dosáhl hodnosti kapitána a sloužil u 22. pěšího pluku v Terstu.

## Diplomat

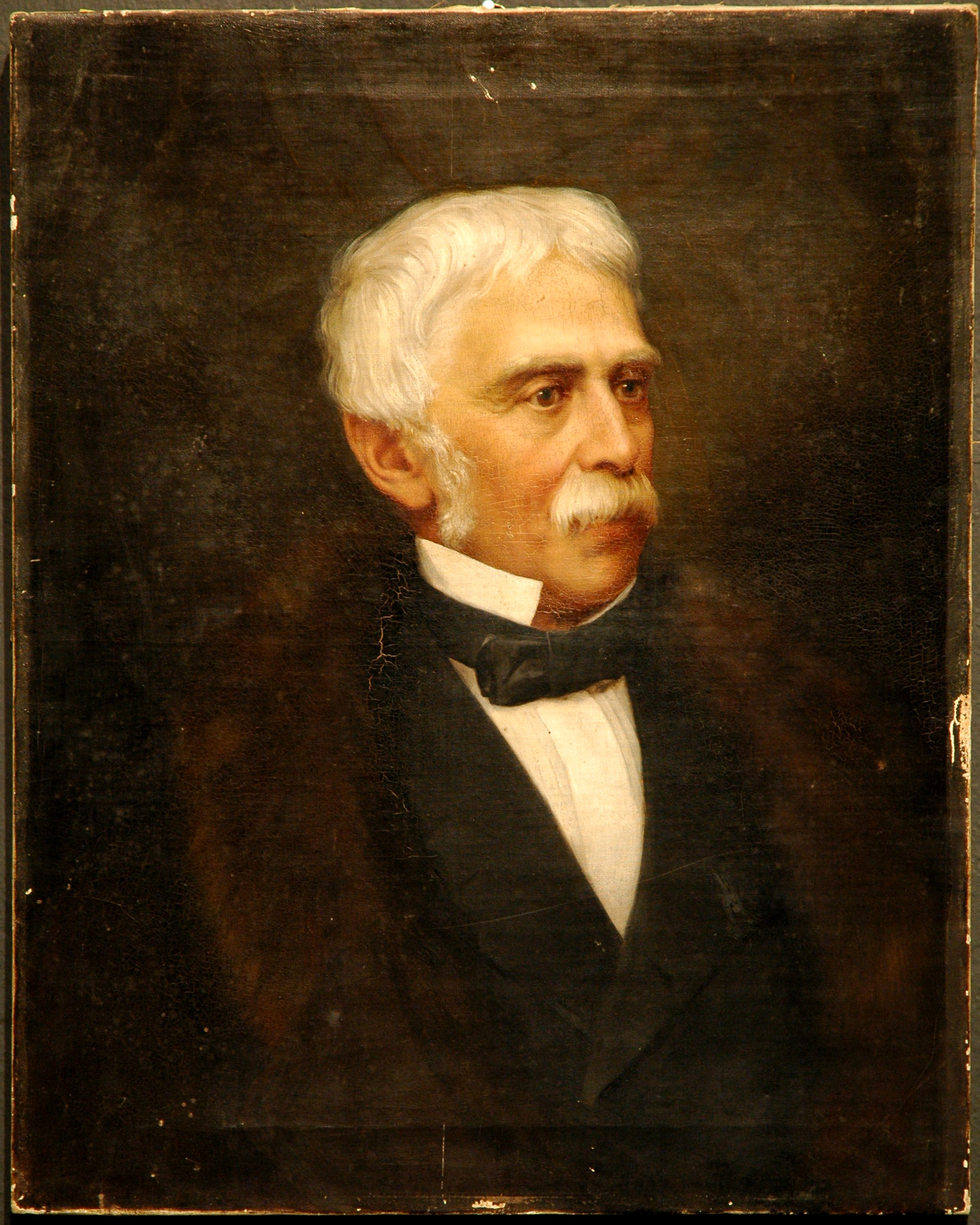
Anton Prokesch von Osten jako velvyslanec v Turecku

Ve druhé polovině dvacátých let 19. století zahájil diplomatickou část své kariéry, kdy vykonal několik cest do Řecka a Egypta. V roce 1829 se stal rytířem Řádu božího hrobu, téhož roku uzavřel smlouvu ve prospěch křesťanů ve Svaté zemi a za zásluhy získal Leopoldův řád. V roce 1830 byl povýšen do šlechtického stavu, poté pobýval ve Vídni, kde se stal důvěrníkem vévody zákupského. Po roce 1831 byl v hodnosti majora náčelníkem štábu vojenské posádky v Boloni, znovu se jako diplomat uplatnil v Orientu. V roce 1834 byl povýšen na plukovníka a v letech 1834–1849 byl dlouholetým rakouským vyslancem v Athénách, kde byl zároveň prezidentem rady pro katolickou církev. Díky svým předchozím aktivitám a znalosti místních poměrů získal v Řecku značný vliv. Z Athén podnikl mimo jiné cesty do Londýna a Paříže. Mimo aktivní službu v armádě nadále postupoval v hodnostech (generálmajor 1843, polní podmaršál 1848)

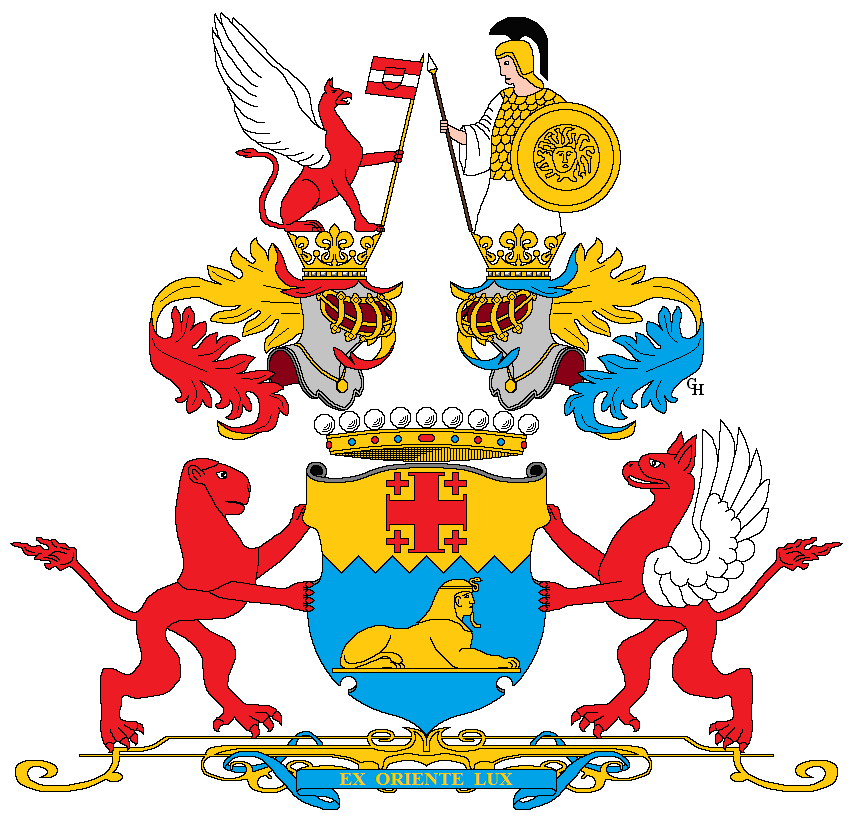
Erb hraběte Antona Prokesche von Osten

Po revoluci v roce 1848 byl přeložen jako vyslanec do Berlína, kde setrval do roku 1852. Od ledna 1853 do října 1855 byl vyslancem u spolkového sněmu ve Frankfurtu nad Mohanem, kde mimo jiné sehrál důležitou úlohu při uzavírání mezinárodních spojenectví před krymskou válkou. Od roku 1855 pobýval jako diplomat v Turecku, nejprve ve funkci internuncia, později vyslance a nakonec v roce 1867 obdržel titul velvyslance. V armádě byl v roce 1863 povýšen do hodnosti polního zbrojmistra. Jako velvyslanec v Istanbulu setrval do roku 1871, k datu 3. listopadu 1871 byl formálně penzionován i v armádě.

## Spisovatel

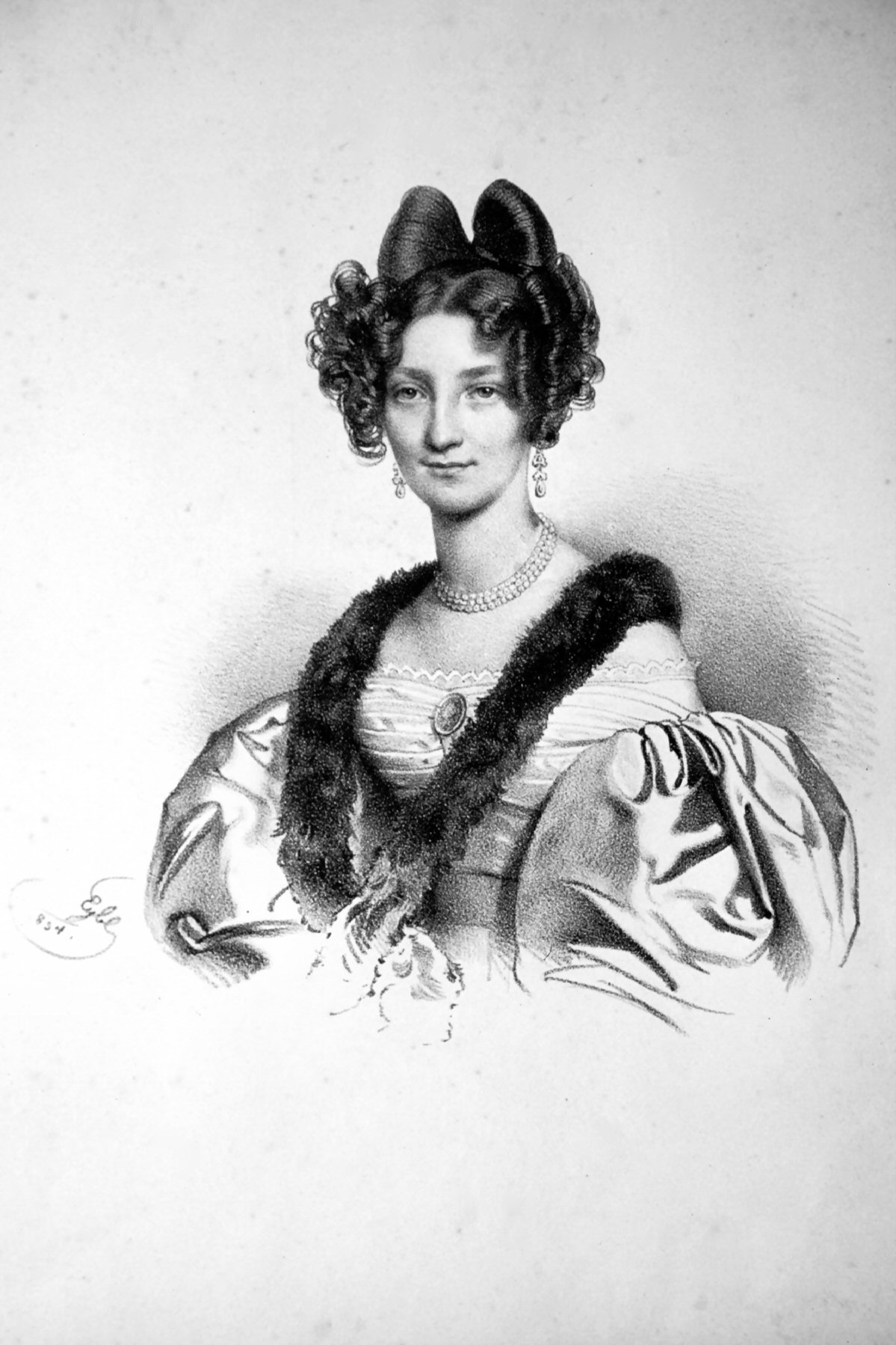
Irene Prokesch, rozená Kiesewetter (1809–1872), manželka Antona Prokesche (litografie, 1834)

Kromě své dlouholeté kariéry v diplomacii a armádě proslul jako spisovatel, k literární činnosti inklinoval již od dob svých studií. Již v roce 1823 vydal paměti svého nadřízeného maršála Schwarzenberga (Denkwürdigkeiten aus dem Leben des Feldmarschalls Fürsten Carl zu Schwarzenberg, podruhé vydáno 1861). Ve třech svazcích zpracoval své poznatky z cest po Orientu (Erinnerungen aus Aegypten und Kleinasien; Vídeň, 1831). Kromě toho psal také prózu a básně začleněné do obsáhlého komplexu Kleine Schriften von Ritter Anton von Prokesch-Osten (Stuttgart, 1842-1844, 7 svazků). Na svém zásadním historickém díle Geschichte des Abfalls der Greichen vom Türkischen Reiche o cestě Řecka k nezávislosti na Osmanské říši pracoval přes třicet let (vydáno bylo v šesti svazcích v roce 1867 ve Vídni). Dobu strávenou po boku Napoleona II. zpracoval v díle Mein Verhältniß zum Herzog von Reichstadt vydaném až po jeho smrti ve Stuttgartu a Paříži. Drobnými články přispíval také do různých časopisů a pořádal přednášky. Zabýval se mimo jiné archeologií a numismatikou. Jeho obsáhlou sbírku mincí shromážděnou během diplomatické služby koupilo v roce 1875 berlínské muzeum. 

## Rodina
V roce 1832 se oženil s pianistkou Irene Kiesewetterovou (1809–1872), dcerou rakouského hudebního historika Raphaela Kiesewettera. Měli spolu šest potomků, z nichž tři zemřeli v dětství. Nejstarší syn hrabě Anton Prokesch von Osten (1837–1919) sloužil původně v armádě, později se uplatnil také jako spisovatel, byl pokračovatelem rodu, ale měl jen ženské potomstvo, takže byl zároveň posledním nositelem hraběcího titulu. Druhorozený syn Karl (1840–1864) padl v dánsko-německé válce a nejmladší František Josef (1851–1856) zemřel v dětském věku v Istanbulu. Dcera Irena (1841–1898) se provdala za barona Franze Reyera (1824–1909), který působil v diplomatických službách.
Anton Prokesch zemřel ve Vídni 26. října 1876 ve věku 80 let. Pohřben byl na hřbitově St Leonhard ve Štýrském Hradci v hrobce postavené podle projektu Theophila von Hansena, který se jako architekt uplatnil s Prokeschovou podporou již ve čtyřicátých letech 19. století v Řecku.

## Tituly a ocenění

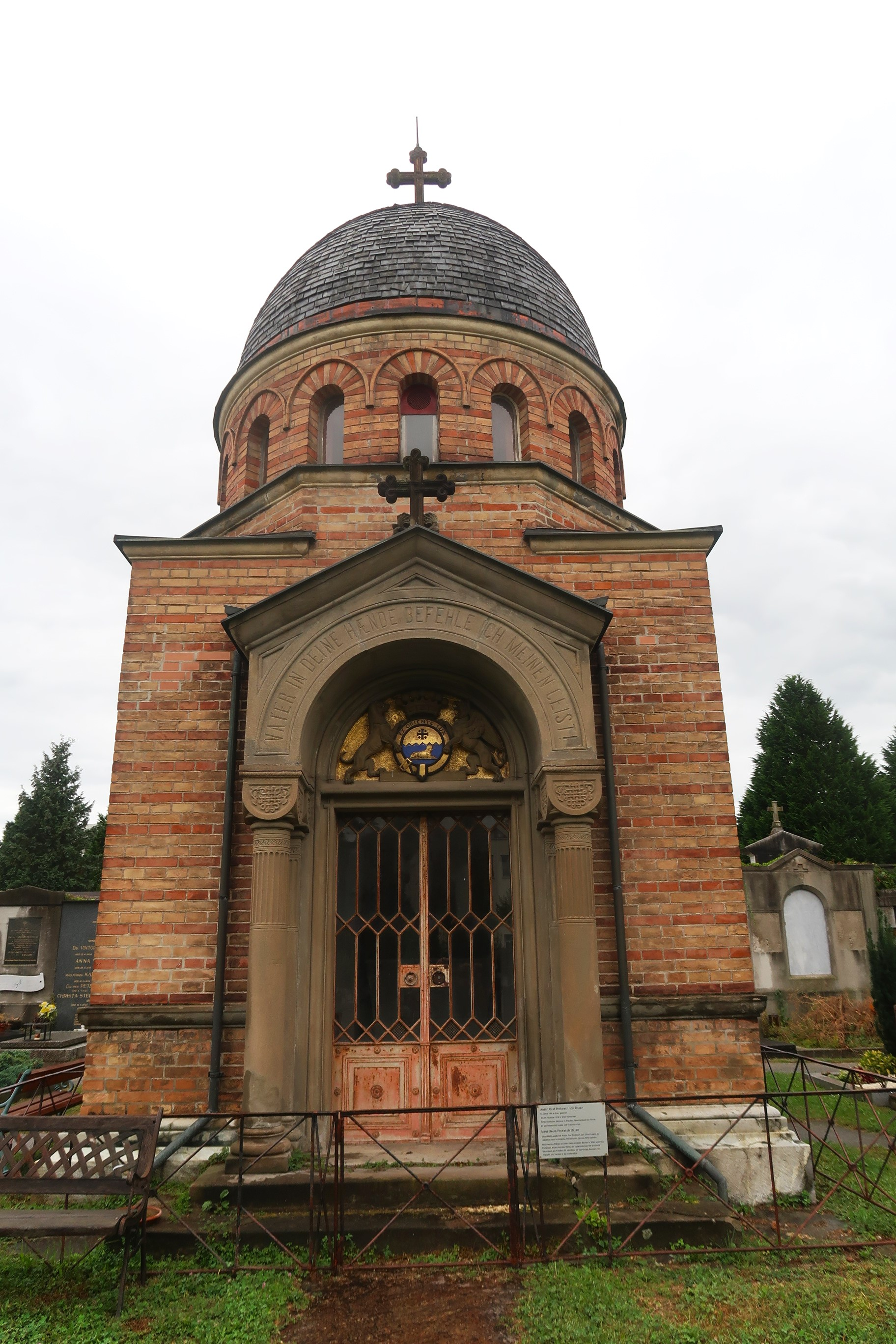
Hrobka Antona Prokesche na hřbitově St. Leonhard ve Štýrském Hradci

V roce 1830 získal šlechtický titul rytíře s predikátem von Osten a na základě dědictví po otci byl v roce 1835 uveden mezi zemské stavy ve Štýrsku. Ve funkci vyslance v Řecku byl v roce 1845 povýšen do stavu svobodných pánů. V roce 1851 obdržel titul c. k. tajného rady s nárokem na oslovení Excelence. V roce 1861 byl jmenován doživotním členem rakouské Panské sněmovny a po odchodu do výslužby získal v roce 1871 titul hraběte. Za zásluhy v oblasti vědy byl získal čestné členství v Rakouské akademii věd ve Vídni a v Pruské akademii věd v Berlíně, byl také držitelem čestného doktorátu na univerzitě ve Štýrském Hradci. Během své vojenské a diplomatické kariéry se stal nositelem řady vysokých vyznamenání v Rakousku i v zahraničí.

### Rakousko-Uhersko
- velkokříž Královského uherského řádu svatého Štěpána (1869)
- velkokříž Leopoldova řádu (1851)
- rytířský kříž Leopoldova řádu (1830)

### Zahraničí
- Řád červené orlice I. třídy (Prusko)
- velkokříž Řádu Spasitele (Řecko)
- velkokříž Danebrožského řádu (Dánsko)
- komandér Řádu sv. Řehoře Velikého (Papežský stát)
- Řád svaté Anny III. třídy (Rusko)
- Konstantinův řád svatého Jiří (Království Obojí Sicílie)
- rytíř Řádu meče (Švédsko)